# 1347-es busz
Az 1347-es jelzésű autóbusz egy távolsági járat amely Salgótarján és Eger között közlekedik, Mátraszele, Pétervására, Bükkszenterzsébet, Tarnalelesz, Egerbocs, Bátor és Egerbakta településeken át.

## Járatok útvonala, menetideje és közlekedési rendje
| Az 1347-es busz útvonala és menetideje | Az 1347-es busz útvonala és menetideje | Az 1347-es busz útvonala és menetideje | Az 1347-es busz útvonala és menetideje                     | Az 1347-es busz útvonala és menetideje                                                                              |
| Járatszám                              | Útvonal | Menetidő                               | Közlekedik:                                                | Megjegyzés |
| -------------------------------------- | --- | -------------------------------------- | ---------------------------------------------------------- | --- |
| 1347/1                                 | Eger – Egerbakta – Bátor – Egerbocs – Szúcs – Tarnalelesz – Bükkszenterzsébet – Pétervására – Mátraterenye – Mátranovák – Mátraterenye – Mátraszele – Salgótarján | 2 óra 15 perc (135 perc)               | Munkanapokon                                               | Mátranováki betéréssel                                                                                              |
| 1347/2                                 | Salgótarján – Mátraszele – Mátraterenye – Pétervására – Bükkszenterzsébet – Tarnalelesz – Szúcs – Egerbocs – Bátor – Egerbakta – Eger                             | 2 óra 5 perc (125 perc)                | Munkanapokon                                               | – |
| 1347/3                                 | Eger – Egerbakta – Bátor – Egerbocs – Szúcs – Tarnalelesz – Bükkszenterzsébet – Pétervására – Mátraterenye – Mátraszele – Salgótarján                             | 1 óra 55 perc (115 perc)               | Munkaszüneti napokon                                       | Egerbakta, tető, Váraszói elágazás, Beniczky tanya, elágazás, Mátraballai elágazás megállók kihagyásával közlekedik |
| 1347/4                                 | Salgótarján – Mátraszele – Mátraterenye – Pétervására – Bükkszenterzsébet – Tarnalelesz – Szúcs – Egerbocs – Bátor – Egerbakta – Eger                             | 1 óra 45 perc (105 perc)               | Hetek első iskolai előadását megelőző munkaszüneti napokon | Csak a forgalmasabb megállókban áll meg, Bátonyterenye érintésével közlekedik                                       |

## Járművek
A vonalon a Volánbusz autóbuszai közlekednek. A regionális közlekedésben részt vevő járművek szinte mindegyike megfordul a vonalon. Általában Alfa Regio, Mercedes-Benz Intouro, Neoplan Tourliner és Credo Inovell 12 típusú autóbuszok közlekednek. A vasárnapi iskolásjáraton Credo Econell 12 típusú buszok közlekednek.

## Megállóhelyei
| 0                                                           | Eger, autóbusz-állomás                      | 41 | 2, 2A, 4, 5, 5A, 6, 7, 7A, 11, 12, 14, 16, 17, 914 1049, 1050, 1051, 1052, 1053, 1054, 1343, 1344, 1346, 1348, 1349, 1351, 1352, 1354, 1362, 1380, 1383, 1402, 1426, 1427, 1428, 1447, 1448, 1466, 1468, 1517 3400, 3402, 3403, 3404, 3405, 3405, 3406, 3407, 3408, 3409, 3410, 3411, 3412, 3414, 3415, 3416, 3417, 3418, 3419, 3420, 3423, 3424, 3426, 3430, 3431, 3432, 3433, 3434, 3435, 3436, 3440, 3441, 3442, 3443, 3444, 3445, 3446, 3448, 3450, 3455, 3456, 3457, 3458, 3462, 3469, 3470, 3471, 3472, 3473, 3474, 3476, 3479, 3480, 3481, 3482, 3483, 3484, 3488, 3604, 3660, 3667, 4012, 4014, 4015, 4018, 4021, 4157 | Eger autóbusz-állomás Egri Törvényszék Egri Járásbíróság Eszterházy Károly Egyetem Gyakorló Középiskola és Alapfokú Művészetoktatási Intézmény |
| 1                                                           | Eger, Bartakovics út                        | ∫  | 4, 13, 113 1349, 1351, 1352, 1383, 1447 3400, 3402, 3403, 3408, 3409, 3410, 3411, 3412, 3435, 3454, 3470, 3471, 3472, 3473, 3474, 3476, 3479, 3481, 3482, 3483, 3484, 3488, 4157 | |
| ∫                                                           | Eger, Baktai út                             | 40 | 7, 7A, 17 1349, 1351, 1352, 1354, 1447 3454, 3470, 3472, 3474, 3476, 3479, 3480, 3482, 3483, 3484 | |
| 2                                                           | Egerbakta, tető                             | 39 | 1349 3470, 3471, 3472, 3473, 3474, 3476, 3479, 3480, 3482, 3483, 3484, 3488 | |
| 3                                                           | Egerbakta, Egri út 14.                      | 38 | 1349, 1351, 1352, 1354 3470, 3471, 3472, 3473, 3474, 3476, 3479, 3480, 3482, 3483, 3484, 3488, 3604 | |
| 4                                                           | Egerbakta, autóbusz-váróterem               | 37 | 1349, 1351, 1352, 1354, 1447, 1448 3470, 3471, 3472, 3473, 3474, 3476, 3479, 3480, 3482, 3483, 3484, 3488, 3604 | |
| 5                                                           | Egerbakta, újtelep                          | 36 | 1349, 1351 3479, 3480, 3483, 3484, 3488 | |
| 6                                                           | Bátor, bátori elágazás                      | 35 | 1349, 1351 3479, 3483, 3484, 3488 | |
| 7                                                           | Bátor, hevesaranyosi elágazás               | 34 | 1351 3479, 3484, 3485, 3488 | |
| 8                                                           | Bátor, Kisbátori tanya                      | 33 | 1351 3479, 3484, 3488 | |
| 9                                                           | Egerbocs, tanya                             | 32 | 3479, 3484, 3488 | |
| 10                                                          | Egerbocs, iskola                            | 31 | 1351 3479, 3481, 3484, 3485, 3488 | |
| 11                                                          | Egerbocs, Alkotmány út 114.                 | 30 | 1351 3479, 3484, 3488 | |
| 12                                                          | Szúcs, bejárati út                          | 29 | 1351 3479, 3481, 3484, 3485, 3488 | |
| 13                                                          | Szúcs, bányatelep                           | 28 | 1351 3479, 3481, 3484, 3485, 3488 | |
| 14                                                          | Tarnalelesz, szúcsi elágazás                | 27 | 1351, 1384 3479, 3481, 3484, 3488 | |
| 15                                                          | Tarnalelesz, központ                        | 26 | 1031, 1034, 1351, 1384 3479, 3481, 3484, 3487, 3488, 3491 | |
| 16                                                          | Bükkszenterzsébet, autóbusz-váróterem       | 25 | 1031, 1034, 1351, 1384 3479, 3481, 3484, 3488, 3491 | |
| 17                                                          | Bükkszenterzsébet, Daracs patak             | 24 | 1351, 1384 3479, 3481, 3484, 3488 | |
| 18                                                          | Váraszói elágazás                           | 23 | 3479, 3481, 3484 | |
| 19                                                          | Beniczky tanyai elágazás                    | 22 | 1384 3479, 3481, 3484 | |
| 20                                                          | Pétervására, városháza                      | 21 | 1031, 1034, 1349, 1351, 1384 3462, 3474, 3476, 3478, 3479, 3481, 3482, 3483, 3484, 3488, 3489, 3490, 3491, 3492, 3494 | |
| 21                                                          | Ivád, bejárati út                           | 20 | 1031, 1034, 1349, 1351, 1384 3474, 3494 | |
| 22                                                          | Mátraterenye, Mátraballai elágazás          | 19 | 1349, 1351, 1352, 1354, 1384 3034, 3474, 3492, 3494 | |
| 23                                                          | Mátraterenye (Nádujfalu), faluszéle         | 18 | 1031, 1034, 1349, 1351, 1352, 1354, 1384, 1447, 1448 3034, 3056, 3136, 3156 | |
| 24                                                          | Mátraterenye (Nádújfalu), posta             | 17 | 1349, 1352 3030, 3034, 3056, 3136, 3156 | |
| 25                                                          | Mátraterenye, Kossuth út 250.               | 16 | 1349, 1352 3030, 3034, 3136 | |
| 26                                                          | Mátraterenye, Szent Borbála park            | ∫  | 1349, 1352 3030, 3034, 3056, 3136, 3156 | |
| +1                                                          | Mátranováki elágazás                        | ∫  | 1349, 1352 3030, 3034, 3056, 3136, 3156 | |
| +2                                                          | Mátranovák, posta                           | ∫  | 1349, 1352 3030, 3034, 3056, 3108, 3136, 3156 | |
| +3                                                          | Mátranovák, Bombardier                      | ∫  | 1349, 1352 3030, 3034, 3056, 3108, 3136, 3156 | Bombardier Transportation Hungary Kft. |
| +4                                                          | Mátranovák, Bányatelep                      | ∫  | 1349, 1352 3030, 3034, 3056, 3108, 3136, 3156 | |
| +5                                                          | Mátranovák, faluközpont                     | ∫  | 1349, 1352 3030, 3034, 3056, 3108, 3136, 3156 | |
| +6                                                          | Mátranovák, Bányatelep                      | ∫  | 1349, 1352 3030, 3034, 3056, 3108, 3136, 3156 | |
| +7                                                          | Mátranovák, Bombardier                      | ∫  | 1349, 1352 3030, 3034, 3056, 3108, 3136, 3156 | Bombardier Transportation Hungary Kft. |
| +8                                                          | Mátranovák, posta                           | ∫  | 1349, 1352 3030, 3034, 3056, 3108, 3136, 3156 | |
| +9                                                          | Mátranováki elágazás                        | ∫  | 1349, 1352 3030, 3034, 3056, 3136, 3156 | |
| 27                                                          | Mátraterenye, (Homokterenye), iskola        | 15 | 1349, 1352 3030, 3034, 3056, 3108, 3156 | |
| 28                                                          | Mátraterenye (Homokterenye), Kossuth út 76. | 14 | 1349, 1352 3030, 3034, 3056, 3108, 3156 | |
| 29                                                          | Mátraterenye (Homokterenye), Kossuth út     | 13 | 1349, 1352 3030, 3034, 3056, 3108, 3156 | |
| 30                                                          | Mátraterenye (Jánosakna), megállóhely       | 12 | 1349, 1352 3030, 3034, 3056, 3108, 3156 | |
| 31                                                          | Mátraterenye, kisteleki elágazás            | 11 | 1349, 1352 3030, 3034, 3108 | |
| 32                                                          | Mátraszele, újtelep                         | 10 | 1349, 1352 3026, 3030, 3034, 3045, 3108 | |
| 33                                                          | Mátraszele, községháza                      | 9  | 1349, 1352 3026, 3030, 3034, 3045, 3108 | |
| 34                                                          | Mátraszele, Gábor völgy                     | 8  | 1349, 1352 3026, 3030, 3034 | |
| 35                                                          | Bárnai elágazás                             | 7  | 1349, 1352 3024, 3026, 3030, 3034 | |
| 36                                                          | Kazár, Inászó bányai elágazás               | 6  | 1349, 1352 3024, 3030, 3034 | |
| 37                                                          | Salgótarján, Vasipari Kutatóintézet         | 5  | 1349, 1352 3024, 3030, 3034 | |
| 38                                                          | Salgótarján, Ötvözetgyár                    | 4  | 1349, 1352 3024, 3030, 3034 | |
| 39                                                          | Salgótarján, Pintértelep                    | 3  | 1, 11, 13, 14, 61 1349, 1352 3015, 3022, 3024, 3030, 3034 | |
| 40                                                          | Salgótarján, Kohász Művelődési Központ      | 2  | 1, 11, 13, 14, 61 1349, 1352 3015, 3022, 3024, 3030, 3034 | |
| 41                                                          | Salgótarján, Salgó út                       | 1  | 1, 11, 13, 14, 61 1349, 1352 3015, 3022, 3024, 3030, 3034 | |
| 42                                                          | Salgótarján, autóbusz-állomás végállomás    | 0  | 1, 2A, 2T, 3C, 5, 6, 7, 7A, 7B, 7C, 8, 9, 11, 11A, 11B, 11Y, 13, 14, 19, 27A, 36, 46, 58, 63, 63S 1010, 1012, 1020, 1021, 1301, 1302, 1305, 1349, 1351, 1352, 1354, 1384, 1447, 1448 3015, 3022, 3024, 3030, 3034, 3044, 3045, 3051, 3052, 3055, 3056, 3058, 3060, 3061, 3062, 3064, 3065, 3066, 3067, 3070, 3072, 3075, 3080, 3081, 3082, 3084, 3090, 3092, 3093, 3094 személyvonat | Salgótarján Salgótarján autóbusz-állomás |
| A szürke hátterű megállókban a 3-as számú járat nem áll meg |                                             |    | | |

| 0  | Salgótarján, autóbusz-állomás               | 1, 2A, 2T, 3C, 5, 6, 7, 7A, 7B, 7C, 8, 9, 11, 11A, 11B, 11Y, 13, 14, 19, 27A, 36, 46, 58, 63, 63S 1010, 1012, 1020, 1021, 1301, 1302, 1305, 1349, 1351, 1352, 1354, 1384, 1447, 1448 3015, 3022, 3024, 3030, 3034, 3044, 3045, 3051, 3052, 3055, 3056, 3058, 3060, 3061, 3062, 3064, 3065, 3066, 3067, 3070, 3072, 3075, 3080, 3081, 3082, 3084, 3090, 3092, 3093, 3094 személyvonat | Salgótarján Salgótarján autóbusz-állomás |
| 1  | Salgótarján, baglyasaljai felüljáró         | 3C, 4, 4A, 14, 46 1010, 1012, 1020, 1021, 1302, 1351, 1354, 1384 3051, 3064, 3070, 3080 | |
| 2  | Salgótarján (Zagyvapálfalva), felüljáró     | 9, 13, 19, 63, 63S 1010, 1012, 1020, 1021, 1301, 1302, 1305, 1349, 1351, 1354, 1384, 1447, 1448 3045, 3051, 3052, 3055, 3056, 3058, 3060, 3061, 3062, 3064, 3065, 3066, 3067, 3070, 3072, 3075, 3080, 3081, 3082 | |
| 3  | Salgótarján, szécsényi útelágazás           | 9, 13, 19, 63, 63S 1010, 1012, 1020, 1021, 1301, 1302, 1305, 1349, 1351, 1354, 1384 3045, 3051, 3052, 3055, 3056, 3058, 3060, 3061, 3062, 3064, 3065, 3066, 3067, 3070, 3072, 3075, 3080, 3081, 3082 | |
| 4  | Vizslás, Újlak                              | 1020, 1021, 1302, 1305, 1351, 1354, 1384 3046, 3051, 3052, 3055, 3056, 3058, 3060, 3061, 3062, 3065, 3066, 3067 | |
| 5  | Bátonyterenye (Kisterenye), Bányatelep      | 3, 3A 1020, 1305, 1349, 1351, 1354, 1384 3046, 3051, 3052, 3055, 3056, 3058, 3060, 3061, 3062, 3065, 3066, 3067, 3154 | |
| 6  | Bátonyterenye (Kisterenye), Jászai út       | 3, 3A 1305, 1351, 1354 1384, 3046, 3051, 3052, 3055, 3056, 3058, 3060, 3061, 3062, 3065, 3066, 3067, 3108, 3153, 3154, 3156 | |
| 7  | Bátonyterenye (Kisterenye), ózdi útelágazás | 3, 3A, 3C 1020, 1021, 1301, 1302, 1305, 1349, 1351, 1354, 1384, 1447, 1448 3046, 3051, 3052, 3055, 3056, 3058, 3060, 3061, 3062, 3064, 3065, 3066, 3067, 3108, 3153, 3154, 3156, 3166 | |
| 8  | Bátonyterenye (Kisterenye), posta           | 3, 3A 1021, 1301, 1302, 1305, 1351, 1384, 1447, 1448 3051, 3052, 3055, 3056, 3058, 3060, 3061, 3062, 3065, 3066, 3067, 3108, 3153, 3154, 3156, 3166 | |
| 9  | Bátonyterenye (Kisterenye), vásártér        | 3, 3A 1305, 1351, 1384, 1447, 1448 3046, 3051, 3052, 3055, 3056, 3058, 3060, 3061, 3062, 3065, 3066, 3067, 3108, 3153, 3154, 3156, 3166 | |
| 10 | Nemti, vegyesbolt'                          | 1031, 1034, 1349, 1351, 1354, 1384, 1447, 1448 3051, 3052, 3056, 3136, 3153, 3154, 3156 | |
| 11 | Mátraterenye (Nádujfalu), faluszéle         | 1031, 1034, 1349, 1351, 1352, 1354, 1384, 1447, 1448 3034, 3056, 3136, 3156 | |
| 12 | Ivád, bejárati út                           | 1031, 1034, 1349, 1351, 1384 3474, 3494 | |
| 13 | Pétervására, városháza                      | 1031, 1034, 1349, 1351, 1384 3462, 3474, 3476, 3478, 3479, 3481, 3482, 3483, 3484, 3488, 3489, 3490, 3491, 3492, 3494 | |
| 14 | Beniczky tanyai elágazás                    | 1384 3479, 3481, 3484 | |
| 15 | Bükkszenterzsébet, autóbusz-váróterem       | 1031, 1034, 1351, 1384 3479, 3481, 3484, 3488, 3491 | |
| 16 | Tarnalelesz, központ                        | 1031, 1034, 1351, 1384 3479, 3481, 3484, 3487, 3488, 3491 | |
| 17 | Szúcs, bányatelep                           | 1351 3479, 3481, 3484, 3485, 3488 | |
| 18 | Szúcs, bejárati út                          | 1351 3479, 3481, 3484, 3485, 3488 | |
| 19 | Egerbocs, iskola                            | 1351 3479, 3481, 3484, 3485, 3488 | |
| 20 | Bátor, hevesaranyosi elágazás               | 1351 3479, 3484, 3485, 3488 | |
| 21 | Egerbakta, autóbusz-váróterem               | 1349, 1351, 1352, 1354, 1447, 1448 3470, 3471, 3472, 3473, 3474, 3476, 3479, 3480, 3482, 3483, 3484, 3488, 3604 | |
| 22 | Eger, Baktai út                             | 7, 7A, 17 1349, 1351, 1352, 1354, 1447 3454, 3470, 3472, 3474, 3476, 3479, 3480, 3482, 3483, 3484 | |
| 23 | Eger, autóbusz-állomás végállomás           | 2, 2A, 4, 5, 5A, 6, 7, 7A, 11, 12, 14, 16, 17, 914 1049, 1050, 1051, 1052, 1053, 1054, 1343, 1344, 1346, 1348, 1349, 1351, 1352, 1354, 1362, 1380, 1383, 1402, 1426, 1427, 1428, 1447, 1448, 1466, 1468, 1517 3400, 3402, 3403, 3404, 3405, 3405, 3406, 3407, 3408, 3409, 3410, 3411, 3412, 3414, 3415, 3416, 3417, 3418, 3419, 3420, 3423, 3424, 3426, 3430, 3431, 3432, 3433, 3434, 3435, 3436, 3440, 3441, 3442, 3443, 3444, 3445, 3446, 3448, 3450, 3455, 3456, 3457, 3458, 3462, 3469, 3470, 3471, 3472, 3473, 3474, 3476, 3479, 3480, 3481, 3482, 3483, 3484, 3488, 3604, 3660, 3667, 4012, 4014, 4015, 4018, 4021, 4157 | Eger autóbusz-állomás Egri Törvényszék Egri Járásbíróság Eszterházy Károly Egyetem Gyakorló Középiskola és Alapfokú Művészetoktatási Intézmény |